# Karl Stein
Pour les articles homonymes, voir Stein.
Karl Stein (né le 1er janvier 1913 à Hamm, et mort le 19 octobre 2000 à Ebersbach an der Fils) est un mathématicien allemand qui a travaillé notamment en analyse complexe de plusieurs variables. La notion de variété de Stein porte son nom.

## Biographie
Karl Stein étudie de 1932 à 1936 à l'université de Münster ainsi qu'à Hambourg et Berlin. Il obtient un doctorat supervisé par Heinrich Behnke en 1937, avec une thèse intitulée Zur Theorie der Funktionen mehrerer komplexer Veränderlichen; Die Regularitätshüllen niederdimensionaler Mannigfaltigkeiten. En 1938 il est boursier à Heidelberg. En 1940 il soutient  son habilitation à Münster.
Durant la Seconde Guerre mondiale, il travaille dans la Wehrmacht comme cryptographe dans le département de chiffrement du Haut Commandement de la Wehrmacht (abrégé OKW/Chi) où il est chargé de la section IV, qui contrôle et développe les méthodes de chiffrement propres de l’armée, sous la direction de Erich Hüttenhain (de).  Lui-même était chargé de la machine Siemens et Halske T52 et de la machine de Lorenz, son collègue Gisbert Hasenjaeger était responsable de la machine Enigma.
En 1946 il devient Dozent à l'université de Münster, puis professeur non titulaire plus tard. Il est professeur invité à Paris en 1953-54, puis devient en 1955 professeur titulaire à l'université Louis-et-Maximilien de Munich obtenant la chaire occupée auparavant entre autres par Ferdinand von Lindemann et Constantin Carathéodory, jusqu'à son éméritat en 1981.

## Travaux
En 1941 il donne, dans sa thèse d'habilitation, des conditions topologiques pour les conditions du théorème de factorisation de Weierstrass. Il s'agit de l'existence de fonctions globalement analytiques en plusieurs variables avec des zones de zéros et de pôles donnés. Stein s'appuie sur des travaux du mathématicien japonais Kiyoshi Oka.
En 1951 il introduit la notion appelée peu après variété de Stein par Henri Cartan et Jean-Pierre Serre, une généralisation des surfaces de Riemann en plusieurs dimensions. La même année 1951, il développe avec Behnke une théorie géométrique d'espaces complexes inspirée par Riemann, en même temps que la définition algébrique plus forte par Henri Cartan des « ensembles analytiques », théorie développée ensuite par Stein avec Reinhold Remmert en 1953. En 1958, Hans Grauert et Remmert montrent que les deux définitions sont équivalentes.

## Honneurs et distinctions
En 1990, Karl Stein est le premier mathématicien lauréat de la médaille Cantor. Il était depuis 1962 membre de l'Académie bavaroise des sciences, depuis 1970 membre correspondant de l'Académie des sciences de Göttingen et depuis 1982 de l'Académie autrichienne des sciences. En 1973, il obtient un doctorat honoris causa de l'université de Münster. En 1966 il était président de la Deutsche Mathematiker-Vereinigung.

## Publications (sélection)
- « Zur Theorie der Funktionen mehrerer komplexer Veränderlichen – Die Regularitätshüllen niederdimensionaler Mannigfaltigkeiten », Mathematische Annalen, vol. 114,‎ 1937, p. 543–569 (lire en ligne).
- avec Heinrich Behnke, « Analytische Funktionen mehrerer Veränderlicher zu vorgegebenen Null- und Polstellenflächen », Jahresbericht der Deutschen Mathematiker-Vereinigung, vol. 47,‎ 1937, p. 177–192 (lire en ligne).
- avec Heinrich Behnke, « Konvergente Folgen von Regularitätsbereichen und die Meromorphiekonvexität », Mathematische Annalen, vol. 116,‎ 1939, p. 204–216 (lire en ligne).
- « Topologische Bedingungen für die Existenz analytischer Funktionen komplexer Veränderlichen zu vorgegebenen Nullstellenflächen », Mathematische Annalen, vol. 117,‎ 1940-1941, p. 727–757 (DOI 10.1007/BF01450038, lire en ligne). —  Habilitation
- avec Heinrich Behnke, « Entwicklung analytischer Funktionen auf Riemannschen Flächen », Mathematische Annalen, vol. 120,‎ 1949, p. 430-461 (lire en ligne).
- « Analytische Funktionen mehrerer komplexer Veränderlicher zu vorgegebenen Periodizitätsmoduln und das zweite Cousinsche Problem », Mathematische Annalen, vol. 123,‎ 1951, p. 201-222 (lire en ligne).
- avec Heinrich Behnke, « Modifikationen komplexer Mannigfaltigkeiten und Riemannscher Gebiete », Mathematische Annalen, vol. 124,‎ 1951-52, p. 1-16 (lire en ligne).
- avec Reinhold Remmert, « Über die wesentlichen Singularitäten analytischer Mengen », Mathematische Annalen, vol. 126,‎ 1953, p. 263-306 (lire en ligne).
- « Analytische Zerlegungen komplexer Räume », Mathematische Annalen, vol. 132,‎ 1956-57, p. 63-93 (lire en ligne).
- « Zur Abbildungstheorie in der komplexen Analysis », Jahresbericht der Deutschen Mathematiker-Vereinigung, vol. 95, no 3,‎ 1993, p. 121-133 (zbMATH 0784.32018).
- Adrien Douady, Hans Grauert, Bernard Malgrange, Raghavan Narasimhan et Karl Stein, Topics in several complex variables : Lectures given at a summer school in Otaniemi, Finland, June 1967, L’Enseignement Mathématique Université, coll. « Monographies de l’enseignement mathématique » (no 17), 1968, 119 p. (zbMATH 0167.00106). — Articles aussi parus dans L’Enseignement Mathématique, IIe série, vol. 14, cahier 1